# Colchicum pulchellum
Colchicum pulchellum är en tidlöseväxtart som beskrevs av Karin Persson. Colchicum pulchellum ingår i släktet tidlösor, och familjen tidlöseväxter. Inga underarter finns listade i Catalogue of Life.